# Camponotus bocki
Camponotus bocki är en myrart som beskrevs av Auguste-Henri Forel 1907. Camponotus bocki ingår i släktet hästmyror, och familjen myror. Inga underarter finns listade.